# Richard Marcinko
Richard «Dick» Marcinko (* 21. November 1940 in Lansford, Pennsylvania; † 25. Dezember 2021 im Fauquier County, Virginia) war ein United States Navy SEAL und Autor. Er verfügte über mehrere Spitznamen, wie beispielsweise Rogue Warrior, Demo Dick, Shark Man of the Delta und The Geek.

## Karriere
Nach der Graduierung an der Admiral Farragut Academy in Tom’s River, New Jersey ging Marcinko 1958 zur US Navy. Nach der Grundausbildung wurde er als Fernschreiber-Operator auf eine Marinebasis in Neapel geschickt. Dort geriet er in eine Schlägerei mit einem anderen Soldaten und prügelte diesen spitalreif. In der Hoffnung, Marcinko damit zu strafen, sandten ihn seine Vorgesetzten in die Ausbildung der Kampfschwimmer-Einheiten UDT, erfüllten ihm jedoch damit einen langgehegten Wunsch. Während seiner Zeit im UDT-21 wurde Marcinko von seinem Vorgesetzten dazu ermutigt, die Offiziersschule zu absolvieren. Nach deren Abschluss im Dezember 1965 wechselte er im Juni 1966 zum SEAL Team 2 und wurde im Vietnamkrieg eingesetzt.

## Vietnam
Am 18. Mai 1967 führte Marcinko sein Team in einen Einsatz auf Ilo Ilo Hon, wo sie zahlreiche Vietcong-Kämpfer töteten und sechs feindliche Sampans zerstörten. Die US Navy bezeichnete den Einsatz als «die erfolgreichste SEAL-Operation im Mekong-Delta». Kurz darauf erhielt Marcinko sowohl den ersten von vier Bronze Stars als auch ein Vietnamese Cross of Gallantry mit silbernem Stern von der Armee der Republik Vietnam. Nach seiner Rückkehr in die USA wurde Marcinko zum Lieutenant Junior Grade befördert.
Nach einigen Monaten in den USA kehrte Marcinko mit dem SEAL Team 2 nach Vietnam zurück. Während der Tet-Offensive unterstützte er mit seiner Einheit die Special Forces in Châu Đốc. Was als Straßenkampf begann, endete als Rettungsaktion von in Kirche und Spital festsitzenden amerikanischen Krankenschwestern.
Nach einer zweiten Stationierung in Vietnam und zweijähriger Tätigkeit im Stab sowie der Beförderung zum Lieutenant Commander wurde Marcinko 1973 als Militärattaché nach Kambodscha gesandt. Eineinhalb Jahre später wurde er in die USA zurückbeordert und übernahm das Kommando über das SEAL Team 2.

## SEAL Team Six
Während der Geiselnahme von Teheran beriet Marcinko eine Task Force bei der Ausarbeitung einer Strategie zur Befreiung der amerikanischen Geiseln, welche in der Operation Eagle Claw und letztendlich in einem Desaster gipfelte. Die Verantwortlichen der Navy sahen nun das Bedürfnis nach einer profimäßigen Antiterroreinheit und beauftragten Marcinko mit deren Planung und Entwicklung.
Marcinko wurde der erste Kommandant der neuen Einheit, welche er als SEAL Team Six bezeichnete, obwohl die USA zu diesem Zeitpunkt lediglich über zwei SEAL-Teams verfügten. Mit der falschen Nummerierung wollte er anderen Nationen vorgaukeln, die USA habe drei ihnen bisher unbekannte SEAL-Teams im Einsatz. Marcinko wählte alle Mitglieder seiner Einheit persönlich aus und verschaffte dem SEAL-Team Six den Ruf der Top-Antiterroreinheit der US-Navy. Das Team wird verschiedentlich mit den Delta-Force-Einheiten der US-Army verglichen. Dieses Team befehligte Marcinko von 1980 bis 1983.

## Red Cell
Nach seinem Weggang aus SEAL Team Six wurde Marcinko damit beauftragt, eine Einheit zu schaffen, welche die Navy auf Schwachstellen in Bezug auf terroristische Angriffe testen soll. Er gründete 1984 das Naval Security Coordination Team OP-06D, für welches er zwölf Mitglieder von SEAL Team Six sowie einen Angehörigen der Marine Force Recon verpflichtete. Die Einheit erhielt den inoffiziellen Namen «Red Cell», was so viel heißt wie «Rote (sprich: kommunistische) Zelle». 
Marcinkos Team unterzog die Sicherheit von Marinebasen, Atom-U-Booten, Kriegsschiffen, zivilen Flughäfen und einer amerikanischen Botschaft einer Prüfung, um den technischen Stand der Navy gegenüber terroristischen Anschlägen festzustellen. Er schaffte es, als uneinnehmbar betrachtete Hochsicherheitsanlagen wie Unterseeboote, Schiffe und sogar das US-Präsidentenflugzeug Air Force One zu infiltrieren und unentdeckt wieder zu verlassen. Er behauptete, Red Cell habe erfolgreich nukleare Gerätschaften aus US-Navybasen gestohlen, und bewies damit die Möglichkeit von Szenarien zur Kaperung atomar betriebener Unterseeboote zum Zweck, diese als schmutzige Bomben einzusetzen, bzw. durch milde Folter an verantwortlichen Besatzungsmitgliedern in den Besitz der Abschusscodes für die mitgeführten Marschflugkörper zu gelangen.
Frühere Red-Cell-Mitglieder behaupten, diese Übungen dienten lediglich als Tarnung, um SPECWAR-Angehörige für Geheimoperationen gegen echte Terrorgruppen an Einsatzorte auf der ganzen Welt zu verschieben.

## Zivilleben
Nach seinem Ausscheiden aus der US-Marine produzierte Marcinko mehrere Dokumentarfilme zu militärischen Themen, darunter eine Dokumentation über Red Cell, in der er zahlreiche seiner früheren Vorgesetzten beschuldigte, für seine Verurteilung wegen Veruntreuung von Geldern und Mitteln verantwortlich zu sein. Zudem schrieb Marcinko seine Autobiographie Rogue Warrior sowie verschiedene fiktive Nachfolgeromane. 
Zuletzt amtierte Marcinko als CEO von Red Cell International, einer privaten Sicherheitsberatungsfirma in Washington, D.C. Er war Sprecher der Maritime Training Academy des Schlauchbootherstellers Zodiac und bei der Produktion der TV-Serie 24 als Berater tätig. 
Zusammen mit dem Softwareunternehmen Bethesda Softworks produzierte Marcinko das im November 2009 veröffentlichte Computerspiel Rogue Warrior. Daneben hat er beim US-Messerhersteller Strider Knives an der Entwicklung zweier Kampfmesser mitgearbeitet.

## Kritik
Marcinko verbüßte eine Haftstrafe wegen Betruges beim Einkauf von Handgranaten. In seiner Autobiographie behauptet er, Opfer einer Verschwörung aufgrund seiner Tätigkeit mit Red Cell gewesen zu sein. Die Betrugsaffäre habe lediglich die Lücken innerhalb des militärischen Sicherheitsapparates aufzeigen sollen.

## Militärische Auszeichnungen
- Special Warfare Insignia
- Fallschirmabzeichen
- Silver Star
- Legion of Merit
- Bronze Star mit Valor Device und drei bronzenen Service Stars
- Defense Meritorious Service Medal
- Navy Commendation Medal mit Valor Device und Gold Award Star
- Combat Action Ribbon mit drei Gold Award Stars
- Presidential Unit Citation
- Good Conduct Medal mit bronzenem Service Star
- National Defense Service Medal
- Armed Forces Expeditionary Medal
- Vietnam Service Medal mit vier Campaign Stars
- Republic of Vietnam Cross of Gallantry mit Silver Star
- Republic of Vietnam Campaign Medal